# Vágó Pál (festő)

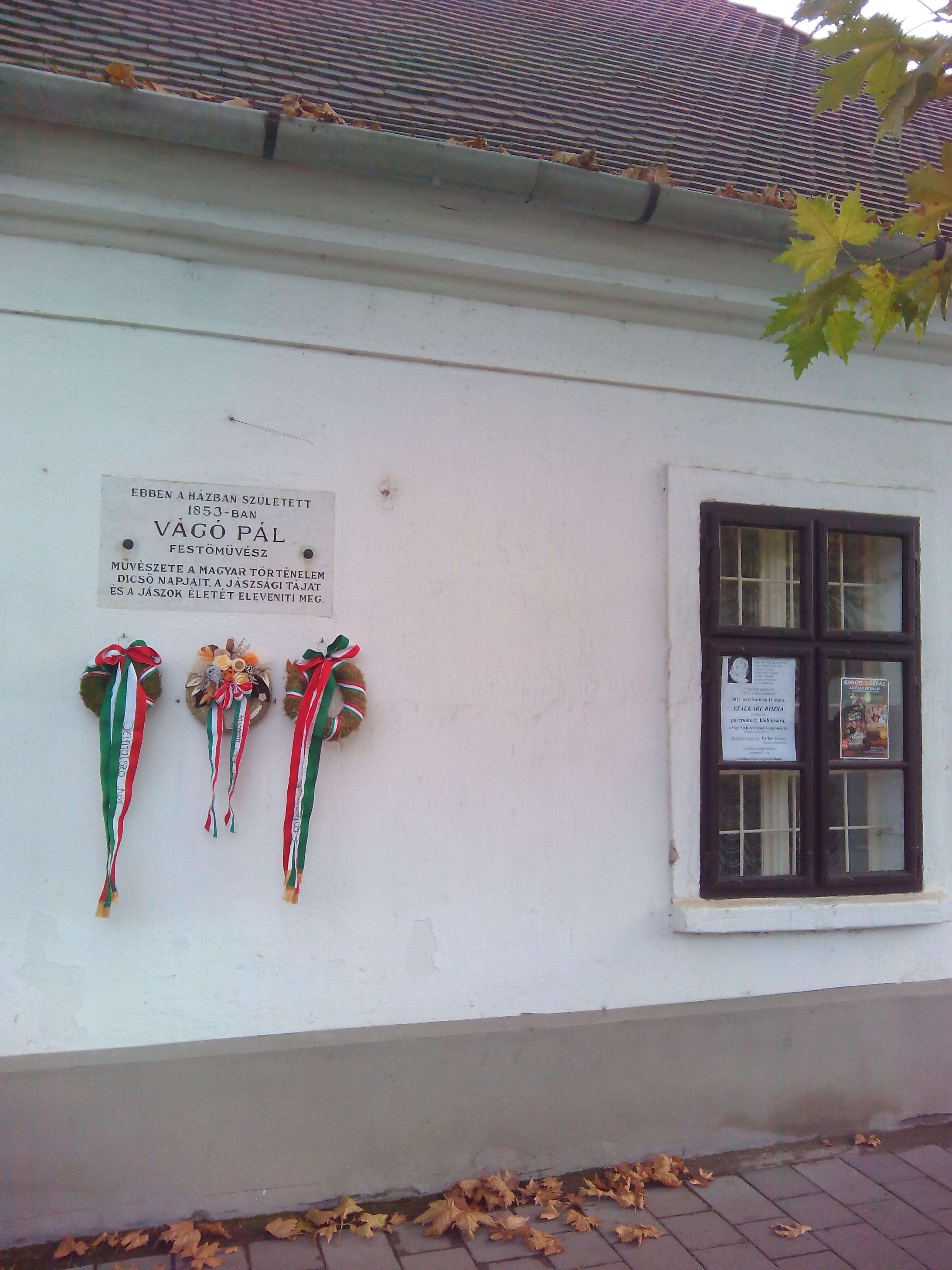
Vágó Pál szülőháza

Vágó Pál (Jászapáti, 1853. június 6. – Budapest, 1928. október 15.) magyar festőművész.

## Életpályája

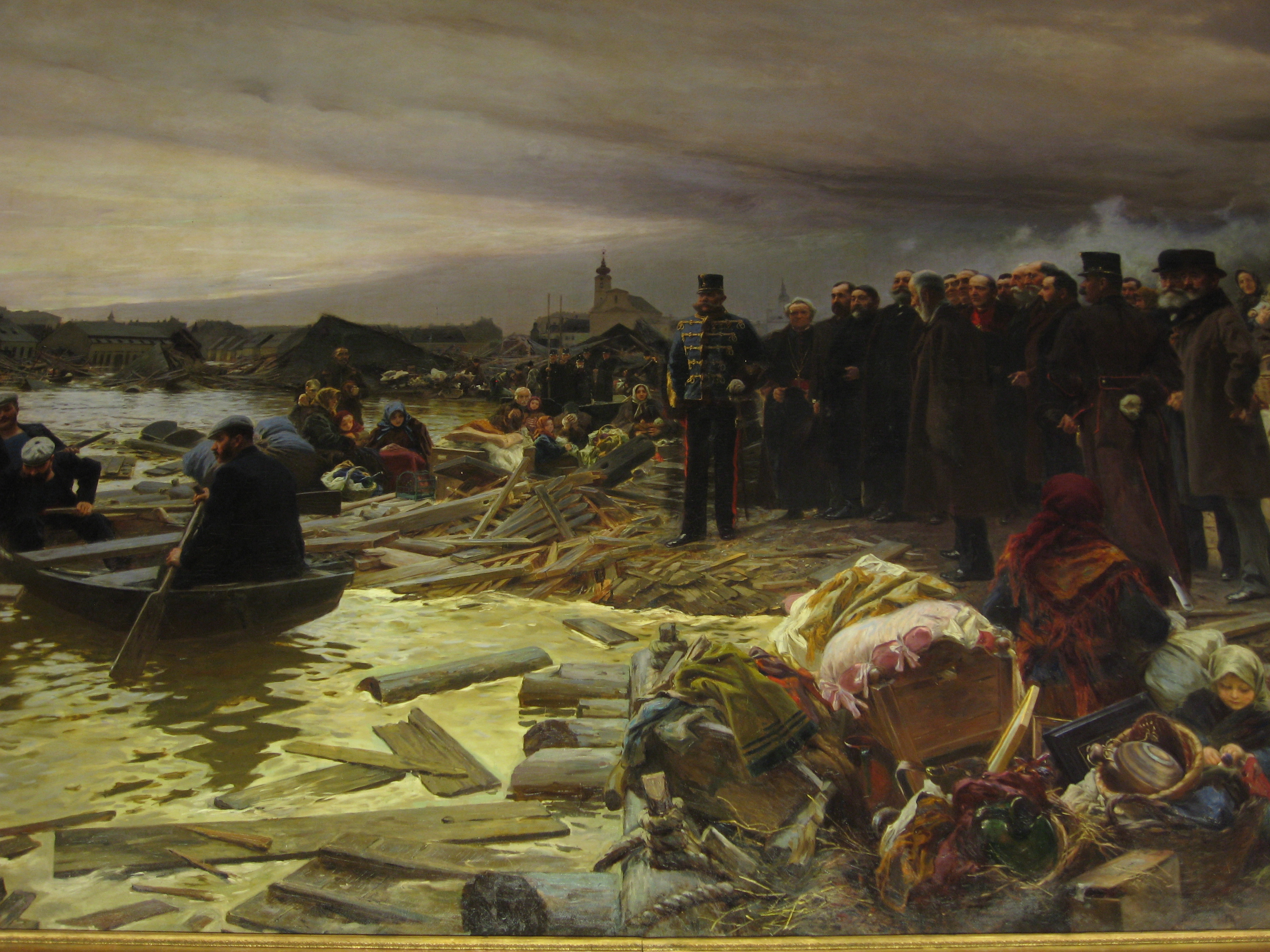
Szeged szebb lesz mint volt

Vágó Ignác és Antal Terézia fia. Eredetileg jogásznak tanult, de Münchenben Wagner Sándor mesteriskolájában, majd Párizsban Jean-Paul Laurens-nél festészeti tanulmányokat folytatott. Eleinte müncheni akadémikus stílusú tárgyias felfogású életképeket festett (Jár a baba, Menekülők), hazajőve jászsági és más alföldi jeleneteket (Jászapáti táj, Húsvéti öntözés) festett, s állított ki Budapesten nagy sikerrel, elnyerte a Műcsarnok 1887-es nagydíját. 1881-ben nagy sikert aratott az 1879-es szegedi árvízről festett képével, amiben nagyon jellegzetesen ragadta meg a katasztrófa utáni tanácstalanságot, döbbenetet, mely a királyt, sőt egész Európát meghatotta.
Később Székely Bertalan, Madarász Viktor hagyományainak szellemében monumentális magyar történelmi képeket festett kiváló kompozícióteremtő- és alakábrázoló képességgel. Az alakok mozgásának érzékeltetése, akár nagy tömegben is, nem okozott számára gondot. Mednyánszky Lászlóval, Olgyay Ferenccel együtt jócskán kivette részét Feszty Árpád A magyarok bejövetele c., azóta Feszty-körkép néven híressé vált monumentális alkotás megfestésében, de egymaga is képes volt monumentális történelmi jelenetek ábrázolására.
A millenáris ünnepségek idején (1896 körül) igen foglalkoztatott festő volt, amely bizonyítottan nagy mesterségbeli tudásának és az ezzel párosuló nagy teljesítőképességének volt köszönhető. 1897-ben részt vett a monumentális Erdélyi körkép megfestésében, mely a lengyel Jan Styka vezetésével készült. Kivette részét a 21 kötetes „Az Osztrák–Magyar Monarchia Írásban és Képben” c. sorozat illusztrációinak előkészítésében. Freskókat is festett a jászapáti templomban és a volt Ludovika Akadémián, ez utóbbit Pataky Lászlóval együtt.
A legmagasabb kitüntetést A huszárság diadalútja c. (1899) történelmi pannója hozta meg számára, itthon Lotz-díjjal tüntették ki, Franciaországban a francia Becsületrenddel jutalmazták. E kép 1996 óta a Hadtörténeti Intézet és Múzeumban látható a Vágó Pál Emlékbizottságnak köszönhetően.
Halála után, 1929-ben rendeztek műveiből kiállítást a Műcsarnokban. Hagyatékával jelenleg a Vágó Pál Emlékbizottság törődik. Számos művét őrzi a Magyar Nemzeti Galéria.

## Művei

### Életképek
- Jár a baba (1881)
- Gyík
- Szegedi árvíz (1881)
- Menekülők (1882)
- Olvasó öregasszony (1883)
- Jászapáti táj
- Húsvéti öntözők
- Vonó négyes
- Birkózó bikák
- Víg társaság (1890)
- Zsuzsanna és a vének

### Történeti kompozíciók

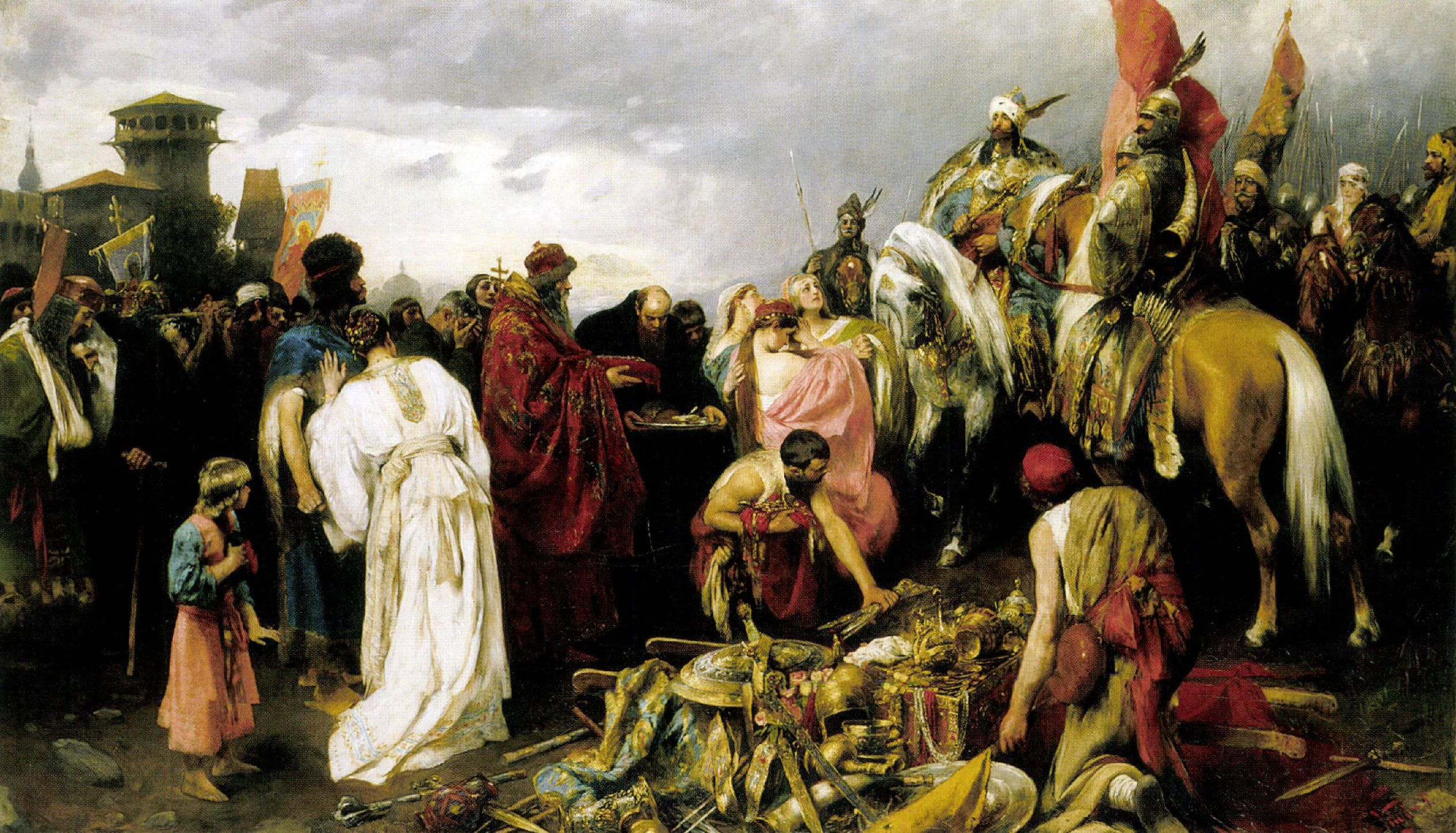
Magyarok Kijev előtt (1896-99)

- Magyarok Kijev előtt (népvándorlás kora) (1882) (olaj, vászon 150x250 cm; (MNG)
- A magyarok bejövetele avagy a Feszty-körkép (1893-94)
- Erdélyi körkép, azaz Bem-Petőfi körkép (Nagyszeben bevétele, 1849. március 11.) (1898) (olaj, vászon, 120x15m; jelenleg restaurálás alatt Lengyelországban)
- Ferenc József zászlaja alatt huszárroham (1898) (Vázlat, olaj, vászon 2x? m.; magántulajdonban)
- A huszárság diadalútja történelmi pannó (1899) (18 m hosszú, 3,5 m magas; a Hadtörténelmi Múzeumban látható 1996 óta)
- Szeged szebb lesz mint volt (1902) (olaj, vászon, 7x4 m; a szegedi Móra Ferenc Múzeum dísztermében)
- Budavár bevétele 1849-ben (1906) (olaj, vászon 6x3,7 m; MNG tulajdona, letétben a Budavári Önkormányzat dísztermében)

### Könyvillusztrációk
- Az Osztrák–Magyar Monarchia Írásban és Képben. 1-21. köt. Budapest : Révai, 1887-1901.

## Díjai, elismerései
- A Műcsarnok nagydíja (1887)
- Lotz-díj (1899)
- Legion d'Honneur (francia Becsületrend) (1900)

## Külső hivatkozások
- A Vágó Pál Emlékbizottság honlapja
- Vágó Pál festői munkássága
- Síremléke, szülő- és műteremháza, emléktáblái és mellszobra Jászapátiban